# Campionato del mondo di arrampicata 1993
Il Campionato del mondo di arrampicata 1993 si è tenuto il 30 aprile 1993 a Innsbruck, Austria.

## Specialità lead

### Uomini
| Pos. | Atleta             | Paese    |
| ---- | ------------------ | -------- |
|      | François Legrand   | Francia  |
|      | Stefan Glowacz     | Germania |
|      | Yuji Hirayama      | Giappone |
| 4    | François Petit     | Francia  |
| 5    | Nicola Sartori     | Italia   |
| 6    | Patxi Arocena      | Spagna   |
| 7    | Christoph Bucher   | Germania |
| 8    | Pavel Samoiline    | Russia   |
| 9    | François Lombard   | Francia  |
| 9    | Evgeny Ovchinnikov | Russia   |

### Donne
| Pos. | Atleta                    | Paese       |
| ---- | ------------------------- | ----------- |
|      | Susi Good                 | Svizzera    |
|      | Robyn Erbesfield          | Stati Uniti |
|      | Isabelle Patissier        | Francia     |
| 4    | Nanette Raybaud           | Francia     |
| 5    | Yulia Inozemtseva         | Russia      |
| 6    | Elena Ovtchinnikova       | Stati Uniti |
| 7    | Luisa Iovane              | Italia      |
| 8    | Iwona Gronkiewicz-Marcisz | Polonia     |
| 9    | Anna Ibanez-Tudoras       | Spagna      |
| 10   | Andrea Eisenhut           | Germania    |

## Specialità speed

### Uomini
| Pos. | Atleta               | Paese       |
| ---- | -------------------- | ----------- |
|      | Vladimir Netsvetaev  | Russia      |
|      | Serik Kazbekov       | Ucraina     |
|      | Yevgen Kryvosheytsev | Ucraina     |
| 4    | Hans Florine         | Stati Uniti |
| 5    | Andrzej Marcisz      | Polonia     |
| 5    | Johan Mus            | Belgio      |
| 5    | Kairat Rakhmetov     | Kazakistan  |
| 5    | Christian Schlesener | Germania    |
| 9    | Gregor Jaeger        | Germania    |
| 9    | Mateusz Kilarski     | Polonia     |
| 9    | Rudolf Mihal         | Slovacchia  |
| 9    | Alexandre Minaev     | Russia      |
| 9    | Vitaly Skorik        | Ucraina     |
| 9    | Oleg Tcherechnev     | Russia      |
| 9    | Andrey Vedenmeer     | Ucraina     |

### Donne
| Pos. | Atleta                 | Paese    |
| ---- | ---------------------- | -------- |
|      | Olga Bibik             | Russia   |
|      | Isabelle Dorsimond     | Belgio   |
|      | Renata Piszczek        | Polonia  |
| 4    | Yulia Inozemtseva      | Russia   |
| 5    | Mihaela Craciun-Pantis | Romania  |
| 5    | Margarita Panfyorova   | Ucraina  |
| 5    | Nataliya Perlova       | Ucraina  |
| 5    | Susan Winkler          | Germania |
| 9    | Eriko Mogi             | Giappone |